# Yutaka Aihara
Yutaka Aihara (Japón, 18 de diciembre de 1970) es un gimnasta artístico retirado japonés, medallista olímpico (bronce) en 1992 en el concurso por equipos.

## Carrera deportiva
En el Mundial celebrado en Indianápolis (Estados Unidos) en 1991 gana el bronce en la prueba de salto de potro, tras el surcoreano You Ok-Youl y el soviético Vitaly Scherbo.
En los JJ. OO. de Barcelona 1992 consigue el bronce en el concurso por equipos —por detrás del Equipo Unificado (oro) y China (plata)—; sus colegas en el equipo fueron: Yukio Iketani, Takashi Chinen, Yoshiaki Hatakeda, Masayuki Matsunaga y Daisuke Nishikawa.